# Tears Run Dry
Tears Run Dry är en låt framförd av Patrik Jean i Melodifestivalen 2021. Låten som deltog i den andra deltävlingen, gick inte vidare.
Låten är skriven av artisten själv, Melanie Wehbe och Herman Gardarfve.